# Geopolitik
Geopolitik är en vetenskaplig disciplin, där politik, historia och sociologi analyseras med referens till geografi. Begreppet myntades på svenska av Rudolf Kjellén, som i sin tur inspirerats av den tyske geografen Friedrich Ratzel och dennes bok Politische Geographie (1897). Begreppet geopolitik gjordes känt på engelska språket av amerikanske diplomaten Robert Strausz-Hupé. Den franska geopolitiska skolans fader var Vidal de la Blache (1845–1918).
Till de mer framstående geopolitikerna hör engelsmannen Halford Mackinder. Han formulerade 1904 sin bekanta "kärnlandsteori". Mackinders slutsatser var diametralt motsatta de som presenterats av Alfred Thayer Mahan. Denne betonade istället för territoriet den vikt som starka krigsflottor kunde ha i maktpolitiken stater emellan. Lord Curzon och hans curzonlinje är exempel på vad den äldre geopolitiken lämnat efter sig. Geopolitiken hamnade annars i en nedgångsperiod, sedan nazisterna under inflytande av generalen och geopolitikern Karl Haushofer använt geopolitiska analyser i vid omfattning. Begrepp som användes i detta sammanhang var "drang nach Osten" och "lebensraum".
Efter andra världskriget har Kjelléns geopolitiska arv förts vidare av forskare som Erich Obst, Hermann Lautensach, Otto Maull och Samuel P. Huntington.
Geopolitiska händelser påverkar olika regioner och länder på olika sätt, från krig och diplomati till politiska förändringar. Dessa händelser kan i sin tur påverka ekonomin i ett land och därigenom även aktiemarknaden. Investerares strategier och portföljer kan formas av deras bedömningar av hur olika branscher och företag kommer att reagera och prestera under sådana händelser. Att förstå sambandet mellan geopolitik och aktiemarknadens rörelser är viktigt för att fatta informerade investeringsbeslut.